# جينيفر ونجت
جينيفر وينجت (من مواليد 30 مايو 1985) هي ممثلة ومقدمة برامج تلفزيونية هندية. وواحدة من الممثلات التلفزيونية الأعلى أجرًا، حصلت على العديد من الجوائز بما في ذلك جوائز أكاديمية التلفزيون الهندي. بدأت حياتها المهنية كممثلة طفلة في فيلم Akele Hum Akele Tum عام 1995، وظهرت لأول مرة على التلفاز عام 2002 في المسلسل التلفزيوني Shaka Laka Boom Boom.
شاركت أيضا في مسلسل Saraswatichandra المعروف عربيا بسحر الأسمر مع الممثل جوتام رودي الذي عرض على إم بي سي بوليوود، كما لعبت دور البطولة في فيلم فير سي.

## أهم أعمالها
بلا ملجا

### أفلام
- مسلسل هوس مايا بدور مايا
- مسلسل حب الصدفة بدور زويا
- مسلسل سحر الاسمر بدور كومود